# Allsvenskan de 1999
A Primeira Divisão do Campeonato Sueco de Futebol da temporada 1999, denominada oficialmente de Allsvenskan 1999, foi a 75º edição da principal divisão do futebol sueco. O campeão foi o Helsingborgs IF  que conquistou seu 4º título nacional e se classificou para a Liga dos Campeões da UEFA de 2000-01.

## Premiação
| Allsvenskan 1999                    |
| Sweden                              |
| ----------------------------------- |
| HELSINGBORGS IF Campeão (4º título) |